# Тоумбияха
Тоумбияха (устар. Тоумби-Яха) — река в России, протекает по Пуровскому району Ямало-Ненецкого АО. Устье реки находится на 153-м км правого берега реки Пур. Длина реки составляет 22 км.
Берёт начало из крупного безымянного озера на высоте 18,8 метра нум. Течёт на запад. Впадает в Пур на высоте около 4 м нум.

## Данные водного реестра
По данным государственного водного реестра России относится к Нижнеобскому бассейновому округу, водохозяйственный участок реки — Пур, речной подбассейн реки — подбассейн отсутствует. Речной бассейн реки — Пур.
Код объекта в государственном водном реестре — 15040000112115300061265.